# Tephrosia spechtii
Tephrosia spechtii är en ärtväxtart som beskrevs av Leslie Pedley. Tephrosia spechtii ingår i släktet Tephrosia och familjen ärtväxter. Inga underarter finns listade i Catalogue of Life.